# 長居陸上競技場
長居陸上競技場（ながいりくじょうきょうぎじょう）は、大阪府大阪市東住吉区の長居公園内にある陸上競技場。2014年からネーミングライツの導入により、ヤンマースタジアム長居（ヤンマースタジアムながい）という名称が使用されている（#施設命名権を参照）。使用目的は多岐にわたり、球技場やイベント会場としても活用される。
施設は大阪市が所有し、公園内の各施設共々指定管理者として、わくわくパーククリエイト（ヤンマーホールディングス100%出資の子会社）を代表企業とし、セイレイ興産、ヤンマーホールディングス、（一財）大阪スポーツみどり財団、タイムズ24、（公財）大阪ユースホステル協会の計6団体で構成される「わくわくパークプロジェクトチーム」が運営管理を行っている。日本プロサッカーリーグ（Jリーグ）のセレッソ大阪が2021年シーズン途中までホームスタジアムとして使用していた。

## 概要
八幡屋公園（港区）内にあった大阪市立運動場の移転新築 という形で、1964年に大阪中央競輪場の跡地近くにオープンした。同年には東京オリンピック・サッカーの5位から8位の順位決定戦、通称「大阪トーナメント」の1回戦・日本対ユーゴスラビア代表と同決勝戦・ユーゴスラビア対ルーマニアが行われた のを皮切りに全国高等学校サッカー選手権大会のメイン会場として使用されるなど、靱蹴球場共々大阪におけるサッカーのメインスタジアムとしても活用された。
1992年9月より5年後の第52回国民体育大会（なみはや国体）向け全面改修工事に着手（この間、陸上競技等は翌年完成した長居第2陸上競技場などを使用した）。1996年5月に改修工事が竣工。予定通り翌年のなみはや国体のメイン会場として使用された。その後2002 FIFAワールドカップ、2007年世界陸上競技選手権大会などの国際的ビッグイベントが開催されている。
2031年に奈良県で開催される予定の国民スポーツ大会で、県内での陸上競技会場の調整がつかない場合、当競技場を使用する提案が検討されている

## 施設概要
400m×9レーンのトラックと107m×71mの天然芝フィールドを有する日本陸上競技連盟第1種公認・国際陸上競技連盟 (IAAF) クラス2公認の陸上競技場兼球技場 で、「世界に開かれた国際都市大阪」をイメージした以下のデザインコンセプトにより設計された。
- 未来への飛翔 - 21世紀へ向けて飛びたつ鳥の翼をイメージした、弧を描いた大屋根
- メモリアルシンボル - 力強い直線を描くスタンドの列柱と屋根の優しい曲線との対比
- ドラマチックスペース - 光を透過する膜材と立体トラスで覆われた躍動感溢れる観戦空間

スタンドは全周一層式で、メインスタンド側とバックスタンド側には照明設備と一体化したアーチ状の屋根で覆われている。2面の大型ビジョン（南側は改築後の1996年設置。北側は元々改築後は電光掲示だったが、2015年10月のJ2・福岡戦を最後に改修となり 大型ビジョンに転嫁された）がある。
メインスタンド1階には管理事務所とトレーニングセンター、ロッカールームなどが設けられており、3階にはユースホステル（大阪市立長居ユースホステル）を併設する。

## 開催された主なイベント・大会

### 陸上競技

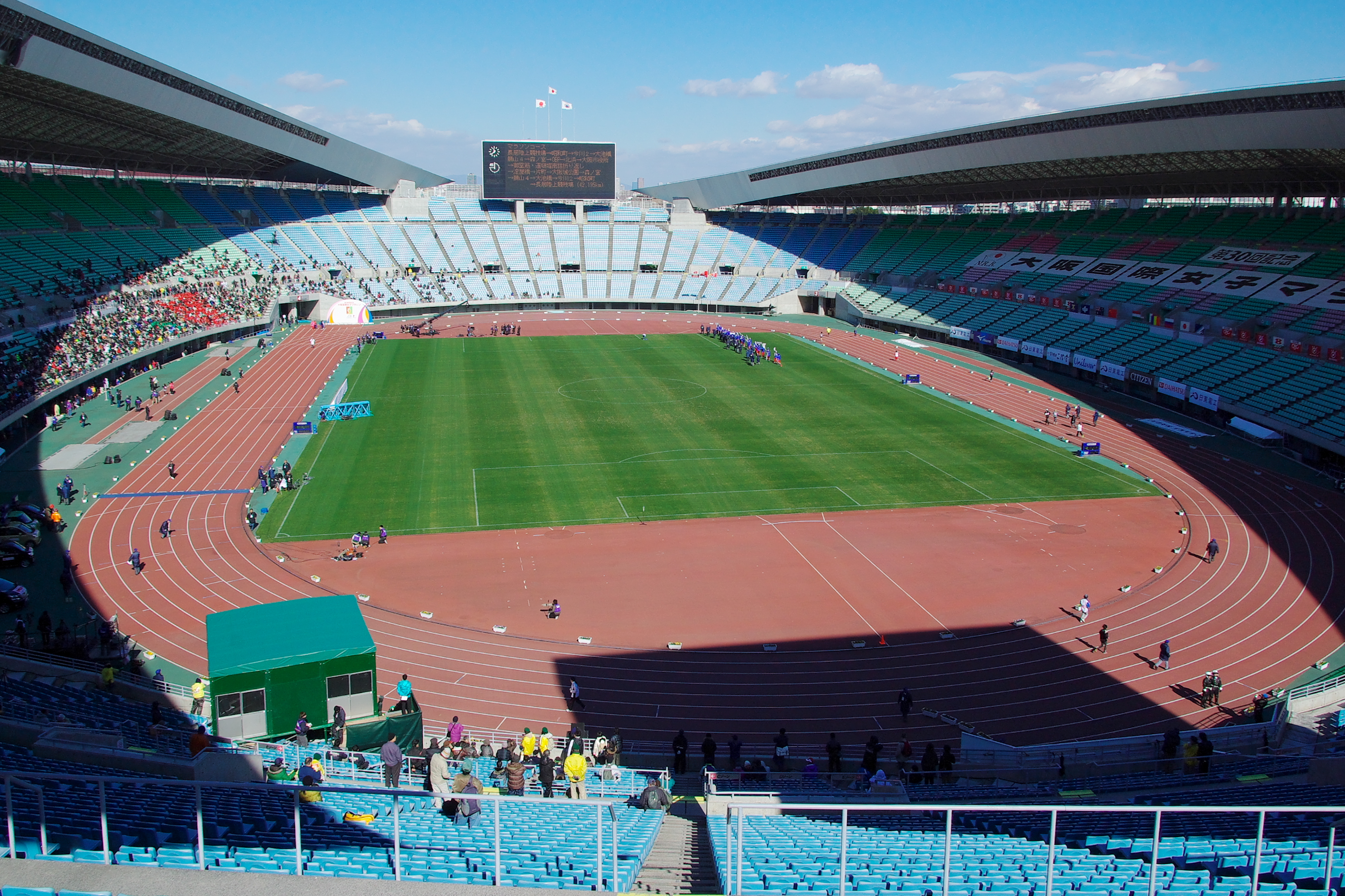
大阪国際女子マラソン開催時の長居陸上競技場

- 大阪国際女子マラソン（1982年から、1994年・1996年、2023年[13] は第2陸上競技場発着）
  - 1995年は阪神・淡路大震災に伴い中止。
- 木南道孝記念陸上競技大会（2014年から）
- 全国高等学校駅伝競走大会（1964年・1965年）[14]
- 全日本大学女子駅伝対校選手権大会（1984年 - 2004年、1993年から1995年は長居第2から発着）
- 日本陸上競技選手権大会（1996年・2007年・2012年・2017年・2021年・2022年・2023年）、1996年はリニューアルこけら落とし大会として開催）
- IAAFグランプリ大阪大会（1997年 - 2010年、1996年は長居第2、2002年は2002 FIFAワールドカップ開催に伴い万博記念競技場で開催）
- ゴールデングランプリ陸上（2018・19年）[15]
- 第52回国民体育大会（なみはや国体）秋季大会（1997年）
- ふれ愛ピック大阪（全国身体障害者スポーツ大会）（1997年）
- 全国高等学校総合体育大会陸上競技大会【06総体THE近畿】（2006年、当初は総合開会式も行われる予定だったが、世界陸上に向けた改修工事のためなみはやドームに変更となった。）
- 第11回世界陸上競技選手権大会（2007年）
- 全日本中学校陸上競技選手権大会（2019年）
- 全日本実業団対抗陸上競技選手権大会（2016年 - 2019年）

### サッカー

#### 国内大会
- 全国高等学校サッカー選手権大会（1964年度 - 1975年度）
- 日本プロサッカーリーグ（Jリーグ）公式戦、セレッソ大阪ホームゲーム（1996年8月 - 2021年5月 詳細は#セレッソ大阪による使用を参照）
- 関西サッカーリーグ公式戦
- 天皇杯全日本サッカー選手権大会（1996年 -）
- 東北地方太平洋沖地震復興支援チャリティーマッチ がんばろうニッポン!（2011年）
  - 日本代表とJリーグ選抜チーム（Jリーグ TEAM AS ONE）が対戦した。この試合の開催にあたり、当競技場を所有する大阪市の協力により使用料が無償となった[16]。
- 日本フットボールリーグ (JFL) 公式戦、FC大阪ホームゲーム（2015年 - ）

#### 国際大会
- 2002 FIFAワールドカップ - 3試合が開催。
  - メインスタンドの裏に「FIFA WORLD CUP/OSAKA」の看板が残っている。
- スルガ銀行チャンピオンシップ2008 OSAKA
  - ガンバ大阪（2007年のJリーグカップ優勝）×アルセナルFC（コパ・スダメリカーナ2007優勝）。なお、G大阪の近隣にある国際試合に適した会場という条件により開催された。
- 2014 FIFAワールドカップ・アジア3次予選 - 日本代表×タジキスタン代表（2011年）
- AFCチャンピオンズリーグ（2011年・2014年）
- FIFAクラブワールドカップ2015 - 準々決勝2試合、準決勝1試合、5位決定戦の計4試合開催[17]。
- リオデジャネイロオリンピック女子サッカー・アジア最終予選[18]（2016年2-3月）

#### セレッソ大阪による使用
Jリーグ・セレッソ大阪（C大阪）が長らく当スタジアムをホームスタジアムとしていた。
ただし1994年-1996年、2002年、2007年シーズンは長居第2陸上競技場（現：ヤンマーF）と、2010年シーズンからは長居球技場と併用している。2011年以降は基本的に長居球技場（当時・キンチョウスタジアム/金鳥スタ）での開催が主（ただし2014年シーズンはヤンマースタジアムを主に使用）、J1復帰後の2017年以降はヤンマーSと金鳥スタの2か所ほぼ半数ずつを開催していた。
2019年から2020年にかけて長居球技場の大規模改修が行われ、スタジアムの供用開始となった2021年6月9日の天皇杯 JFA 第101回全日本サッカー選手権大会2回戦・ガイナーレ鳥取戦以降は、C大阪のホームゲームを長居球技場（ヨドコウ桜スタジアム）に全面移行することになっている。改修工事期間中の2019年と2020年のセレッソ主催のホームゲームはすべてヤンマーSを使用している。
なおJリーグクラブライセンス制度（2014年度）では、トイレの規定「1000人当たりで洋便器5台、男性用小便器8台以上を持つ」 ことをB等級として求めているが、それが不足しており、JリーグよりJ1ライセンス取得と同時に制裁・指導（書類による改善案の提出）を受けている。

### その他の球技
- ジャパンラグビートップリーグ公式戦。
- NTTドコモレッドハリケーンズ大阪 (ジャパンラグビーリーグワン) 主催試合
- ラグビーの国際試合
- アメリカンフットボール・甲子園ボウル（2007年 - 2008年）[注 2]

## 施設命名権
大阪市は新たな財源確保とスポーツ振興、市民サービスの向上及び地域経済の活性化を目的として、長居陸上競技場を含む長居公園・八幡屋公園・靱公園の5施設 について、2013年（平成25年）11月から翌年1月までの間にネーミングライツパートナー（施設命名権者）を募集。このうち長居公園の2施設については、ディーゼルエンジン・産業機械の製造販売を手がけ、セレッソ大阪の母体企業でもあるヤンマーが2施設合計年間1億円（税別）でのネーミングライツ料を提案し優先交渉権を獲得。その後の大阪市との交渉の結果、2014年3月1日から5年間の契約で、長居陸上競技場については「ヤンマースタジアム長居」、長居第2陸上競技場については「ヤンマーフィールド長居」の施設愛称をそれぞれ付与することが決まった。命名権そのものは2014年3月1日のJ1開幕節・サンフレッチェ広島戦から使用されたが、「ヤンマースタジアム長居」としてのこけら落としは同年4月12日の第7節・ガンバ大阪戦（大阪ダービー）とされた。
なお、命名権採用後は上記の名称を使うが、FIFA（国際サッカー連盟）主催サッカー国際試合等、主催団体の規定により命名権名称ではなく「長居陸上競技場」の呼称を用いている大会もある。この場合、長居公園全域が主催団体による制限区域となる為、長居陸上競技場だけでなく長居第2陸上競技場においても正式名称に戻される。

## コンサート等での使用
赤色の日程は開催予定を表す。本競技場では、2007年の『Mr.Children "HOME" TOUR 2007 -in the field-』までコンサートが開催されることはなかった。
- 1982年3月22日 創価学会主催・第1回関西青年平和文化祭
- 2007年9月29日・30日：Mr.Children『Mr.Children "HOME" TOUR 2007 -in the field-』
- 2009年7月26日：FNS26時間テレビ『泣いてもいいですか』全国弾丸イベントin大阪
- 2010年7月31日・8月1日：EXILE『EXILE LIVE TOUR 2010 FANTASY』
- 2010年9月25日・26日：コブクロ『KOBUKURO STADIUM LIVE 2010』
- 2011年9月3日・4日[注 4]：DREAMS COME TRUE『史上最強の移動遊園地 DREAMS COME TRUE WONDERLAND 2011 西日本』
- 2011年9月18日・19日：Mr.Children『Mr.Children STADIUM TOUR 2011 SENSE -in the field-』
- 2011年3月19日：ナオト・インティライミ「Brave」のミュージック・ビデオ撮影
- 2012年7月28日・29日：GLAY『GLAY STUDIUM LIVE 2012 THE SUITE ROOM in OSAKA』
- 2012年9月29日・30日[注 5]：関ジャニ∞『KANJANI∞ LIVE TOUR!! 8EST 〜みんなの想いはどうなんだい?僕らの想いは無限大!!〜』
- 2014年5月24日[注 6]：ポール・マッカートニー『Out There! japan tour 2014』
- 2014年8月23日・24日：関ジャニ∞『十祭』
- 2015年7月25日・26日：Mr.Children『Mr.Children Stadium Tour 2015 未完』
- 2015年8月1日・2日：福山雅治『福山☆夏の大創業祭 2015』
- 2016年7月29日・30日・31日：BIGBANG『BIGBANG10 THE CONCERT :0.TO .10 IN JAPAN』
- 2017年8月12日・13日：Mr.Children『Mr.Children DOME & STADIUM TOUR 2017 Thanksgiving 25』
- 2018年8月4日・5日：乃木坂46『乃木坂46 真夏の全国ツアー2018』
- 2018年9月15日・16日：B'z『B'z LIVE-GYM Pleasure 2018 -HINOTORI-』
- 2019年7月6日・7日：防弾少年団（BTS）『BTS WORLD TOUR 'LOVE YOURSELF : SPEAK YOURSELF'』
- 2022年6月18日・19日：Mr.Children『Mr.Children 30th Anniversary Tour 半世紀へのエントランス』[26]
- 2022年7月23日・24日：関ジャニ∞『18祭』
- 2023年5月13日・14日：TWICE『TWICE 5TH WORLD TOUR 'READY TO BE'in JAPAN』
- 2023年5月20日・21日：King Gnu『King Gnu Stadium Live Tour 2023 CLOSING CEREMONY』[27]
- 2023年9月9日・10日：NCT『NCT STADIUM LIVE ’NCT NATION : To The World-in JAPAN’』
- 2023年9月21日・23日・24日：B'z『B'z LIVE-GYM Pleasure 2023 -STARS-』[28]
- 2024年5月18日・19日：SEVENTEEN『SEVENTEEN TOUR [FOLLOW AGAIN] TO JAPAN』
- 2024年7月13・14日：TWICE『“TWICE 5TH WORLD TOUR 'READY TO BE' in JAPAN SPECIAL』
- 2024年10月26日・27日：EXILE TRIBE『LDH LIVE-EXPO 2024 -EXILE TRIBE BEST HITS-』
- 2025年5月17日・18日：Official髭男dism『OFFICIAL HIGE DANDISM LIVE AT STADIUM』
- 2025年8月2日・3日：ENHYPEN『ENHYPEN WORLD TOUR 'WALK THE LINE' IN JAPAN -SUMMER EDITION-』
- 2025年10月4日・5日：三代目 J SOUL BROTHERS from EXILE TRIBE『三代目 J SOUL BROTHERS 15TH ANNIVERSARY STADIUM LIVE "JSB FOREVER ～ONE～"』

## ギャラリー

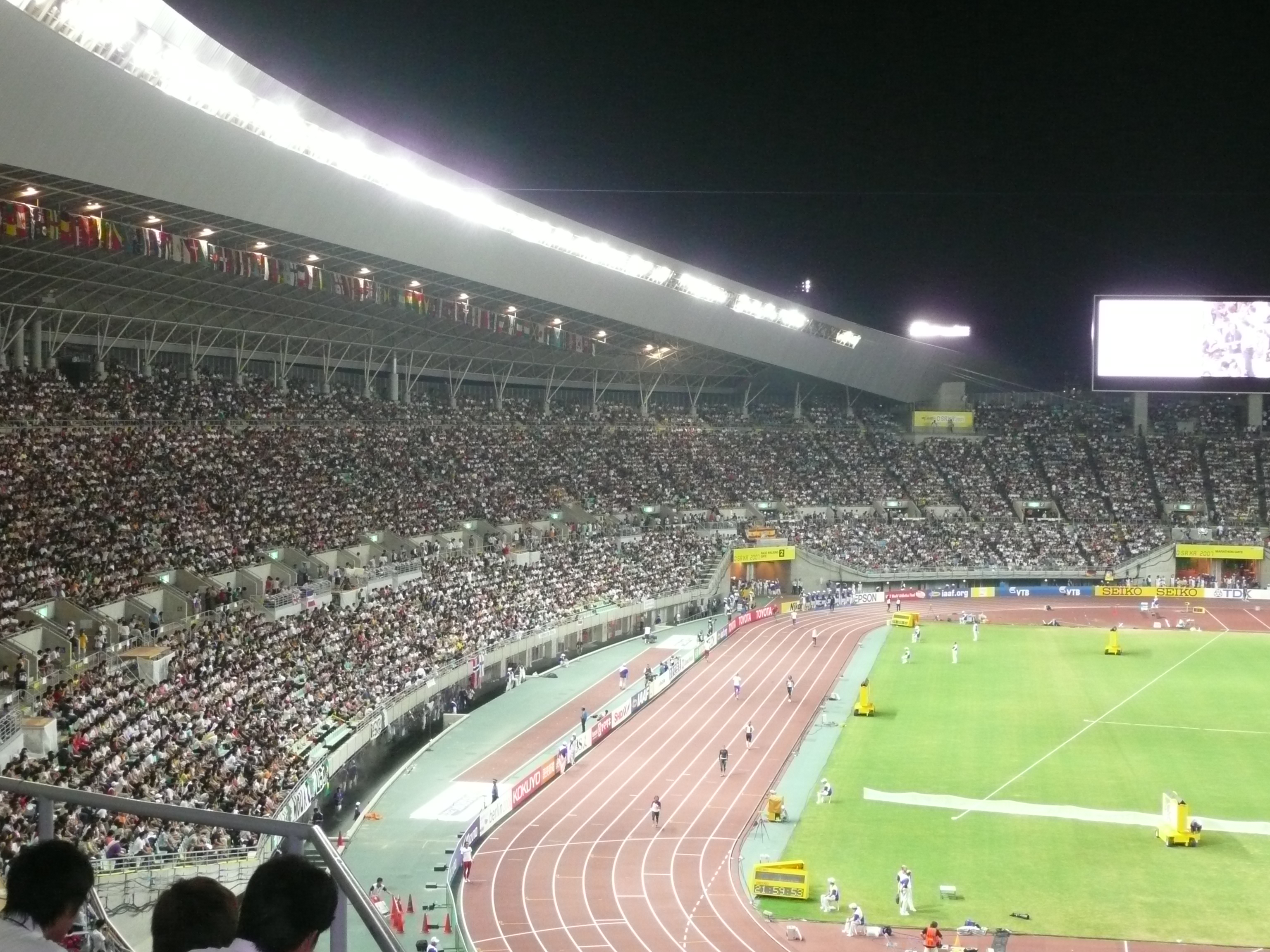
2007年世界陸上選手権の様子
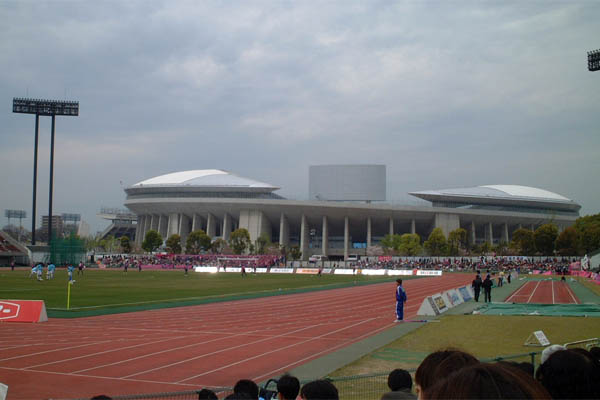
ヤンマーフィールドよりヤンマースタジアムを望む
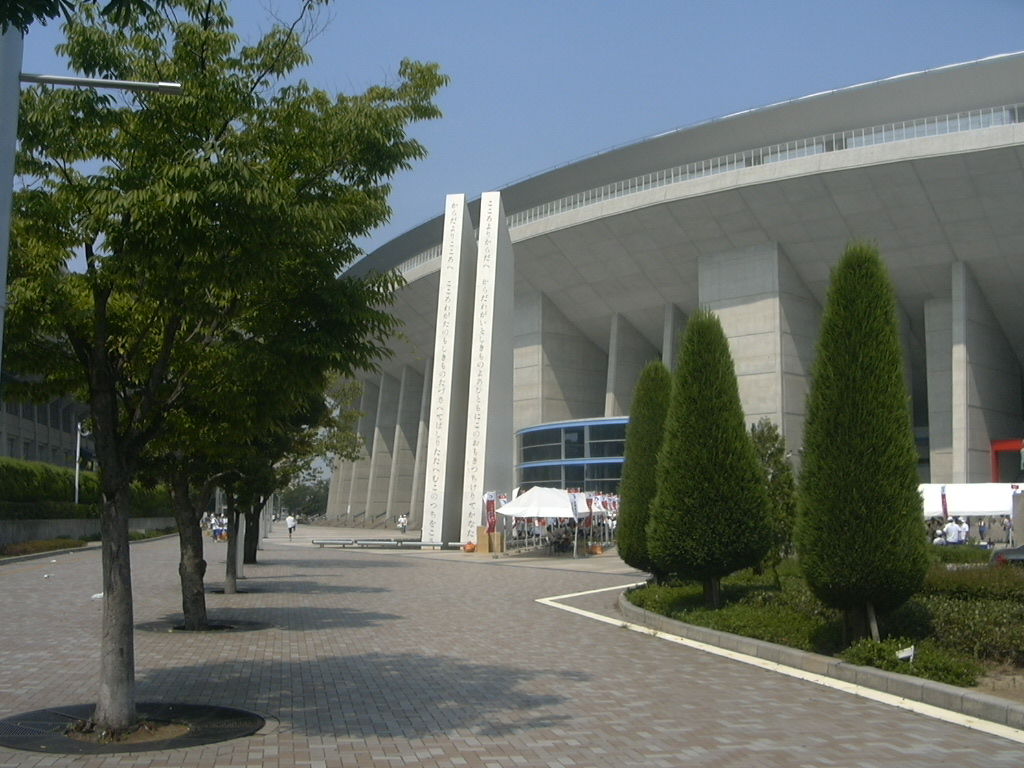
メインアプローチからの外観 2006年
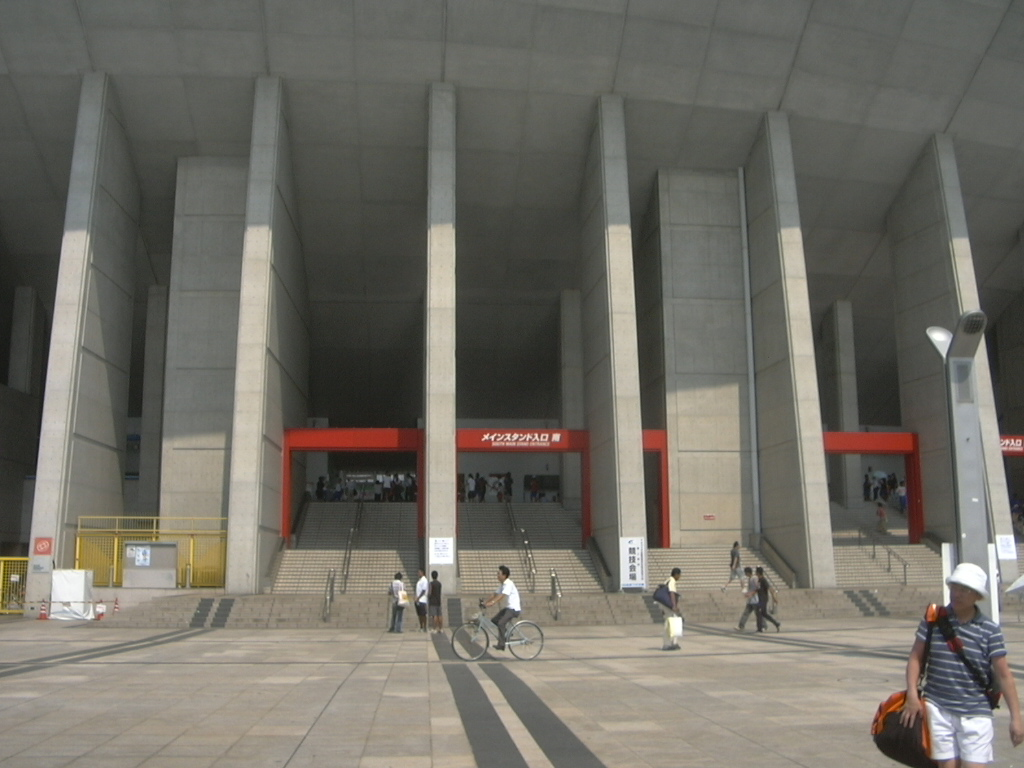
競技場南入口
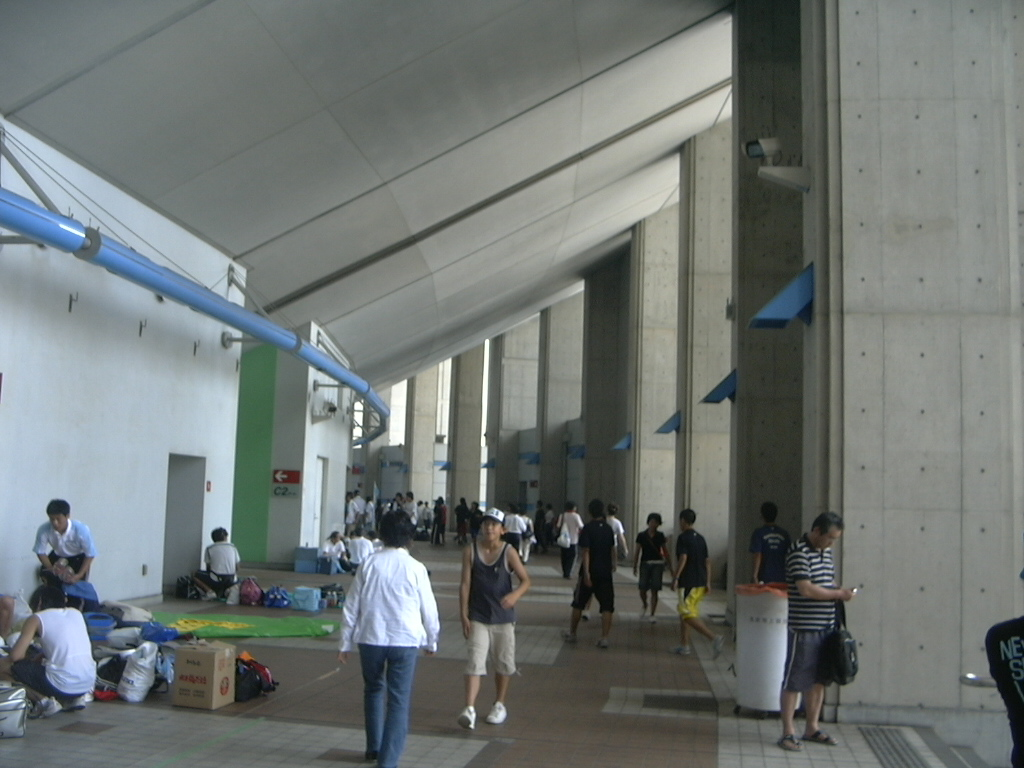
競技場回廊
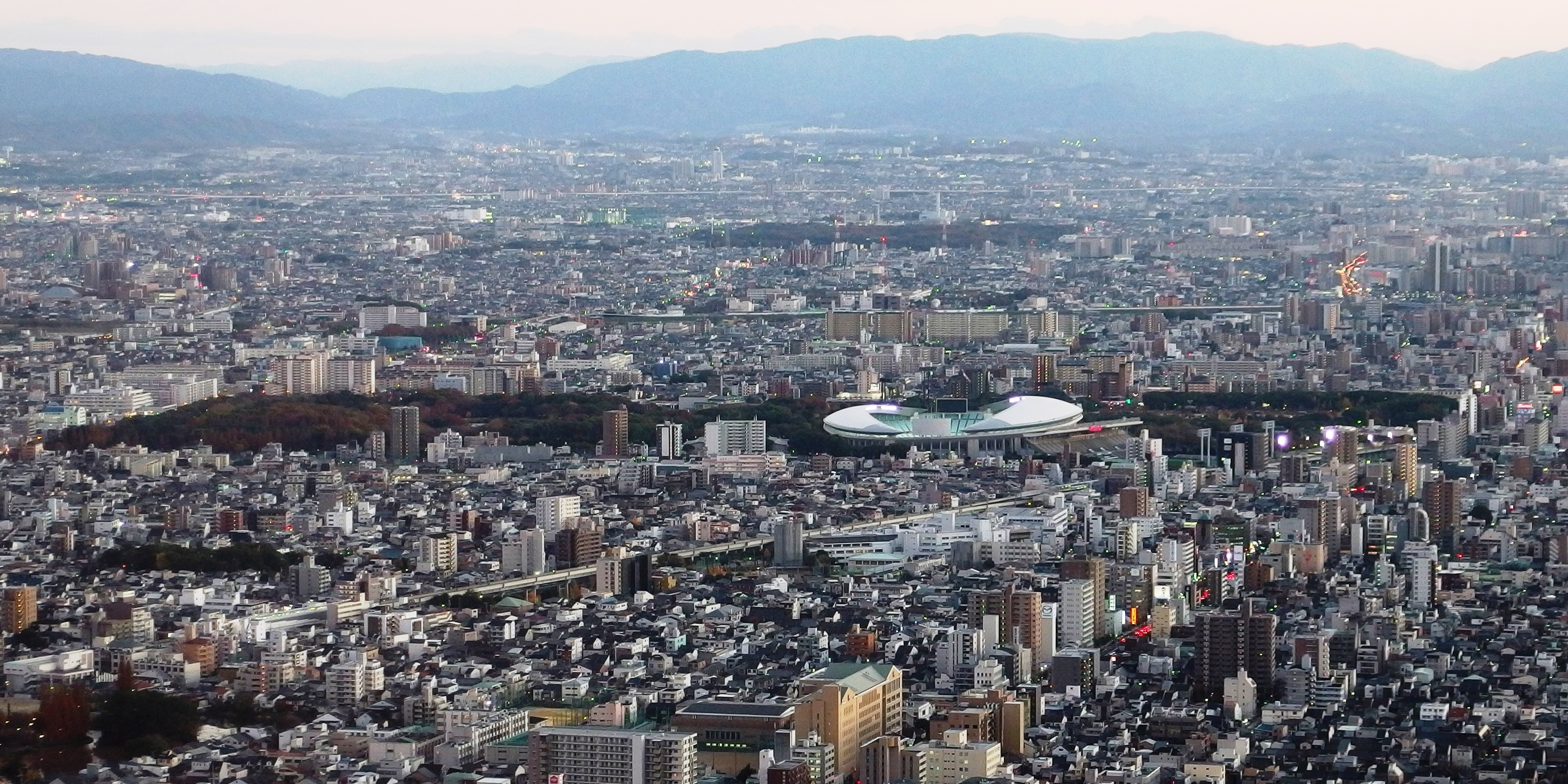
長居公園の全景

## 大阪中央競輪場
上述の通り、当地の前身は大阪市営中央競輪場（通称：大阪中央競輪場）である。
現在の長居公園の地に、1948年、大阪府および大阪市などの府下市町村が「大阪府都市競馬組合」を結成し、大阪競馬場（通称：長居競馬場）を開設したが、大阪市は同年12月に開始された大阪府主催の大阪府営競輪場（通称：大阪住之江競輪場）での競輪開催が予想以上の好成績を収めた ことで、その影響を受け、1950年3月20日、1周500m、収容人員55000人（内、特別席600人、観客席25000人）の競輪場を、同競馬場の隣に竣工した。また、後楽園競輪場とともに、12車立てのレース（通常は9車立て）も実施した。
主催者は、大阪市、布施市（現在の東大阪市の一部）、吹田市であった。
ちなみに、大阪市は現在の長居公園に1951年11月、大阪競馬場を利用して、市営の長居オートレース場も開設したが、爆音にかかる周辺環境問題や経営不振を理由に、わずか5ヶ月で廃止した（詳細は当該項目を参照）。
回を重ねるごとに好成績を収め、1開催での収益金は5,000万円以上に上るなど売り上げは関西随一を誇るようになった。立地の良さもあり、車券売り上げ額と入場者は西日本一となり、現存していれば後楽園（休場）に匹敵するものとも言われた。そうして大阪で開催される特別競輪は当競輪場で集中して開催されるようになり、全国争覇競輪（現：日本選手権競輪）を3回、オールスター争覇競輪（現：オールスター競輪）を2回開催した。
1955年1月10日に、当時の農林大臣・河野一郎が提案した「競馬開催を土日祝日開催に限る」という提案を受けて、当時の通産大臣・石橋湛山が「競輪・オートレースについても同調する」と表明したのを契機に、近畿地区の競輪場でも、土日に限って開催可能かを協議していたところ、2月22日に当時の大阪府知事・赤間文三が、同年4月1日以降の大阪府営競馬・競輪の廃止を突如表明した。これは、平日開催によって年間1億2千万円の黒字を挙げていた競輪と、若干の赤字を出していた競馬が、土日開催に限られることで売上が半減する可能性があるとの試算に基づいたものとされ、大阪市や周辺都市は軒並み反対したものの、結局同年に豊中競輪場が廃止された。さらに、1959年に赤字続きだった大阪競馬場が廃止され、当競輪場も廃止して跡地を公園として整備したいという市側の意向 を受け、1962年3月16日から6日間開催された開設記念『大阪府内競輪500回記念全国選抜オールA級争覇競輪』（主催は布施市）を最後に廃止された。なお、この最後の開催だけで、売上高4億7,000万円、入場者10万1,400名、一日売上高1億1,500万円を記録した。
12年間の競輪収益金は、大阪市22億4,300万円、布施市6億2,000万円、吹田市3億8,000万円であった。

## アクセス
- Osaka Metro御堂筋線・JR阪和線 長居駅下車徒歩5分[37]
- JR阪和線・鶴ケ丘駅下車徒歩3分[37]

### 注記
1. ↑  ヤンマースタジアムの場合は約47800人収容であるので、計算上は洋便器240台、男性用小便器384台が必要数となる。
2. ↑  阪神甲子園球場の改修工事に伴う代替で、当競技場で開催された。タイトルも「毎日甲子園ボウル in NAGAI」とされた。
3. ↑  長居陸上競技場・長居第2陸上競技場・大阪市中央体育館・大阪プール・靱テニスセンターの5施設。
4. ↑  台風のため中止。振替公演は京セラドーム大阪で行われた。
5. ↑  9月30日公演は台風の影響で中止。振替公演は京セラドーム大阪で開催された。
6. ↑  体調不良のため中止。振替公演はなし。